# Lee Yen-hiu
Lee Yen-hiu (chiń. 李燕如; pinyin Li Yànrú) – tajwańska zapaśniczka w stylu wolnym. Ósma na mistrzostwach świata w 1996. Srebrna medalistka mistrzostw Azji w 1996 roku.